# Kittpat Inthawong
Kittpat Inthawong (thailändisch กิตติพัศ อินทวงษ์, * 31. Oktober 2003 in Khon Kaen) ist ein thailändischer Fußballspieler.

## Karriere
Kittpat Inthawong steht seit Mitte 2022 beim Khon Kaen United FC unter Vertrag. Der Verein spielt in der ersten Liga, der Thai League. Sein Erstligadebüt für den Verein aus Khon Kaen gab Kittpat Inthawong  am 22. Oktober 2022 (10. Spieltag) im Heimspiel gegen Buriram United. Bei dem 1:1-Unentschieden wurde er in der 75. Minute für Alongkorn Jornnathong eingewechselt. Die Saison 2023/24 wurde er an den Drittligisten Khon Kaen Mordindang FC ausgeliehen. Der Verein, der ebenfalls in Khon Kaen beheimatet ist, spielte in der North/Eastern Region der Liga. Hier bestritt er 18 Drittligaspiele. Nach der Ausleihe kehrte er im Sommer 2024 zum Erstligisten zurück. Am Ende der Saison 2024/25 wurde er mit Khon Kaen Tabellenletzter und musste somit in die zweite Liga absteigen.